# Mònica López Moyano
Mònica López Moyano (Seo de Urgel, Lérida, 10 de enero de 1975) es una meteoróloga, presentadora de televisión y comunicadora española.

## Trayectoria
Se licenció en Física de la Tierra y el Cosmos en 1997 por la Universidad de Barcelona. También posee un máster en análisis político por la Universidad Abierta de Cataluña en 2016 y un curso de especialización universitaria en Marca y Comunicación Corporativa, también en 2016 y en la misma universidad. Sus padres son naturales de Cuevas de San Marcos, Málaga.
Después de finalizar sus estudios de física entró a formar parte de la SAM, primera empresa española dedicada a la información meteorológica. Debutó en televisión el 15 de septiembre de 1997 en el espacio Teletiempo de Vía Digital y después en el Canal Meteo de Canal Satélite Digital. 
Tras su paso por El 33, pasó a formar parte del equipo de meteorología de TV3 donde entre el 23 de abril de 2004 y el 27 de junio de 2008, fue meteoróloga del programa matinal Els matins. También en TV3 presentó las campanadas de fin de año de 2006-2007 con Tomàs Molina. Desde 2005 colabora en la revista de divulgación NAT con una sección sobre los fenómenos meteorológicos. 
El 23 de abril de 2008, Fran Llorente (director de Informativos de TVE) y Javier Pons (director de TVE) le ofrecieron sustituir a José Antonio Maldonado, incorporándose el 1 de julio de 2008 a RTVE como nueva directora del Área de Meteorología y presentadora de El tiempo en el Telediario 2.ª edición de TVE. Su primera aparición en el espacio fue el 1 de septiembre de 2008. Hubo un periodo de transición de dos meses con su predecesor; Maldonado presentó su último espacio el 28 de agosto de 2008 y estuvo hasta el 30 de septiembre de 2008 como director. Desde el 1 de octubre de 2008, López es la directora de facto de los espacios meteorológicos de Televisión Española. Desde entonces se ha ausentado en dos ocasiones con motivo de sus bajas laborales: la primera, entre el 11 de febrero de 2010 y el 23 de agosto de 2010 y la segunda, entre el 7 de octubre de 2011 y el 16 de enero de 2012. En la temporada 2012-2013 pasó a presentar El tiempo en el Telediario 1.ª edición pero a la temporada siguiente regresa al Telediario 2.ª edición.
El 3 de diciembre de 2012 se presentó públicamente ACOMET, la Asociación de Comunicadores de Meteorología, con el objetivo básico de mejorar la información y divulgación meteorológica que se hace en España a través de los distintos medios de comunicación. López es cofundadora y forma parte de la junta directiva de la misma como presidenta. Como miembro de ACOMET ha participado en la actualización del Manual de Uso de Términos Meteorológicos, que se había publicado inicialmente en 1992.
Junto a la Agencia Estatal de Meteorología ha llevado a cabo un proyecto en colaboración con la Organización Meteorológica Mundial dentro del ámbito de la comunicación: el vídeo en español de la serie "El tiempo en 2050", en el que se simula un espacio sobre el tiempo dentro de 35 años.
El 8 de mayo de 2020 se anunció que se pondría al frente de la franja matinal de TVE en septiembre de 2020 tras el cese de María Casado. El 29 de mayo de 2020 se despide tras 11 años como directora del departamento de Meteorología de TVE y de la presentación de la segunda edición de El tiempo. Entre el 7 de septiembre de 2020 y el 2 de julio de 2021, presentó y dirigió La hora de La 1.
El 2 de agosto de 2021 se incorporó como redactora al Área de Informativos Diarios de TVE, y posteriormente pasó a ser jefa de la Unidad de Planeta Verde de RTVE. Entre diciembre de 2021 y agosto de 2022 estuvo de baja por una lesión de rodilla.
Desde el 12 de septiembre de 2022, vuelve a ser directora del departamento de Meteorología de TVE y presentadora de El tiempo 2. El 16 de diciembre de 2022 se anuncia que vuelve a la franja matinal de La 1 con Ahora o nunca —programa producido por Catorce Comunicación que se emite entre las 14h12 y las 15h00 de lunes a viernes desde el 23 de enero de 2023 al 13 de septiembre de 2024—, manteniéndose al frente del departamento de Meteorología de TVE, pero abandonando la presentación de El tiempo 2 el 12 de diciembre de 2022.
En octubre de 2024 regresó a pantalla como colaboradora en algunos programas de TVE por la DANA. El 29 de noviembre de 2024 retomó la presentación de El tiempo en el TD2 por un día.

## Polémicas
A pesar del contrato de exclusividad que tenía con RTVE, en 2011 negoció a espaldas de la cadena pública la compra a TV3 de la empresa Servicios Audiovisuales de Meteorología (SAM) para explotarlo posteriormente aprovechando su cargo en el ente público estatal. Por esta razón, el 31 de julio de 2014, López fue suspendida de empleo y sueldo durante 20 días por haber «transgredido la buena fe contractual» con RTVE al haber constituido junto a Martín Barreiro Carreira, Albert Martínez Bobe, Albert Barniol Gil, David Torres Ayala, Ana Mariño López y Marta Barniol Gil (tres de los cuales eran compañeros suyos) una sociedad limitada sin actividad mercantil alguna desde su creación. Un informe independiente encargado por RTVE a la auditora KPMG concluyó que no se utilizaron medios públicos de la cadena con fines privados.

### Acusaciones de falta de neutralidad
La Junta Electoral Central dictaminó que López incumplió el principio de neutralidad en la campaña de las elecciones a la Asamblea de Madrid de 2021, durante la entrevista a la candidata del partido Vox, Rocío Monasterio.

## Publicaciones
- Si no plou, plourà[31] (2007).

Junto al equipo de RTVE ha publicado cuatro obras: 
- El libro de El tiempo[32] (2011).
- El tiempo de la A a la Z[33] (2012).
- Lunario 2014[34] (2013).
- Los refranes de El tiempo[35] (2014).

## Reconocimientos
- Mención de Honor en los European Meteorological Society TV Weather Forecast Award competition (2015)[36]
- Premio Ondas 2016 a mejor presentadora, por la innovación del formato de la información meteorológica, su capacidad de transformación de este contenido en registro de interés y destapar la curiosidad de los telespectadores utilizando herramientas televisivas diferentes.[37]